# 朴珪壽
朴珪壽（1807年10月27日—1877年2月9日），初名珪鶴、字桓卿、瓛卿、鼎卿、號瓛齋、桓齋、獻齋，號瓛齋居士，本貫潘南朴氏，李氏朝鮮后期的文臣及外交家、開化運動家。实学家（北学派）、哲學家兼作家朴趾源的孫子。他受清朝洋務運動的影響和朝鮮的開化運動主張。諡號文翼。

## 生涯
1807年出生，為朴宗采之子。他与孝明世子李旲关系密切。1848年科举（增广試）合格。
1866年任平安道观察使时遭遇舍门将军号事件，指揮士兵火烧舍门将军号。1871年辛未洋擾，遵从興宣大院君政権廟議，向清朝、美国起草「攘夷」正当化文書。然而，朴珪寿自身是主和論、開国論者，根据弟子金允植介绍，他建议对美国要積極的締結条約，避免「孤立之患」思想。。
1873年大院君下台後，他主張对明治維新後的日本積極恢复国交。对含有「皇」、「勅」文字書契問題，他认为是日本「自尊自称」問題，主張接受这种文書。1874年任右議政，後退出政界。1875年江華島事件後締結江华条约，他主张對日恢复国交，回避武力衝突締結条約。
朴珪寿的西洋認識来自燕行使经历。1861年、1872年两度访问清朝，期间他经由清朝打探西洋情報。朴珪寿自宅是少壮官僚实学思想研究基地。後来朴泳孝回忆，金玉均、朴泳孝、洪英植、徐光範通过读朴珪寿家的《燕岩集》接触平等思想，影响了兪吉濬和后来的开化党政治家。

## 著作
- 환재집 瓛齋集
- 환재직계 瓛齋織啓
- 환재수계 瓛齋繡啓
- 거가잡복고 居家雜服攷
- 상고도회문의례 尙古圖會文儀例
- 장암문고 莊菴文稿
- 환재유고 瓛齋遺稿

## 腳註
1. ↑  《瓛斎集》「美兵船滋擾咨」對金允植之按文。
2. ↑  《瓛斎集·卷之十一·上大院君書》。
3. ↑  姜在彦，《朝鮮儒教二千年》，第443-444頁。
4. ↑  姜在彦，《新訂 朝鮮近代史》，第66頁。原史料：「朴泳孝氏は語る」《李光洙全集》第17卷（三中堂）。